# Метрополіс (аніме)
Метрополіс (яп. メトロポリス, Metoroporisu) — аніме-фільм 2001 року за мотивами однойменної манґи Осаму Тедзуки 1949 року, створений режисером Рінтаро (Сігеюкі Хаясі). Сценарій був написаний творцем манґи «Акіра», Кацухіро Отомо, а виробництвом займалась студія Madhouse.
За сюжетом приватний детектив та його племінник занурюються в антиутопічні глибини багаторівневого міста Метрополіса, де стикаються із таємницями, що ховаються під блискучими хмарочосами.

## Сюжет
У заможному місті Метрополісі люди співіснуюють із роботами-робітниками, створеними для будівництва й обслуговування мегаполісу. Проте зовнішня пишнота міста та привітний зовнішній вигляд жителів оманливі, вони лише маскують зловісні нутрощі Метрополіса, цього насправді насильницького міста, чиї блискучі хмарочоси підіймаються усе вище й вище аби замаскувати те, що сховане під ними. Власне, під містом ховаються нижні рівні Метрополіса, де живуть бідні громадяни, що звинувачують роботів у своєму безробітті.
Фільм починається з того, що Дюк Ред, найбагатший житель Мегаполіса, святкує завершення будівництва Зикурата, величезного багатоповерхового сталевого символу процвітання, побудованого навколо прихованого озброєного «скелета». Прийомний син Реда, Рок, очолює напіввійськову організацію, відому як «Мардуки», якій доручено знищувати несправних роботів, а також тих, які втекли із зон, за якими вони були закріплені в нижньому місті. Тим часом до Метрополіса прибуває японський приватний детектив Сюнсаку Бан і його племінник Кенічі за слідами розшукуваного ними міжнародного злочинця, доктора Лоутона.
Без відома детектива, доктора Лоутона найняв Ред, аби таємно створити високорозвиненого андроїда, змодельованого й названого на честь його померлої дочки Тіми. Він має намір зробити андроїда центральним блоком керування потужною ядерною суперзброєю, за допомогою якої він підкорить світ. Рок дізнається про існування Тіми та, побоюючись за безпеку свого батька й ненавидячи роботів усією душею, стріляє в Лоутона та підпалює його лабораторію.
Виявивши лабораторію у вогні, детектив Сюнсаку знаходить вмираючого Лоутона, який намагається врятувати з вогню блокнот, у якому містяться його дослідження. Кенічі ж тим часом випадково натрапляє на нещодавно активованого андроїда Тіму, разом із якою через пожежу він падає в каналізацію, відокремлюючись від Сюнсаку. Шукаючи шлях на поверхню серед лабіринтів каналізаційних коридорів, Кенічі й Тіма зближуються, адже хлопчик постійно захищає андроїда, не підозрюючи, що вона насправді робот. Вона також не знає ким є насправді, а проводячи час із Кенічі, розвиває у собі людські риси. Рок, дізнавшись що Тіма вижила, разом із своїми підлеглими полюють за парою.
Тим часом на нижніх поверхах Метрополісу назріває революція незадоволених умовами життя людей. Революціонери планують збройне повстання проти лідерів Мегаполісу та робітників-роботів, і з ними у змову з метою захоплення влади вступають президент країни та мер Мегаполіса, яких турбує популярність герцога Реда. Проте повстанці зазнають нищівної поразки через військового командувача Кусая Сканка, котрий виявляє прихильність до Реда і придушує революцію за допомогою військових. Кенічі й Тіма нарешті возз'єднуються із Сюнсаку, проте їх знаходить Рок і знову намагається вбити Тіму, ранячи детектива. Несподівано втручається Ред, якого раніше Рок обдурив, сказавши що ніхто з лабораторії Лоутона не вижив. Обурений брехнею прийомного сина, Ред відрікається від Рока, виключає його із «Мардуків», а Тіму забирає із собою.
Сповнений рішучості вбити робота та повернути собі прихильність батька, Рок хитрістю викрадає Тіму, але його вчасно оглушує Сюнсаку, рятуючи Тіму від смерті. Виконуючи інструкції, які детектив прочитав у врятованому ним із вогню записнику Лоутона, він підключає Тіму до комп'ютера Зиккурата й дізначається, що Кенічі знаходиться саме там. Відстеживши потужний сигнал Тіми, Ред і «Мардуки» захоплюють детектива й андроїда і приводять їх всіх у Зиккурат, де Ред врешті-решт розкриває справжню мету створення Тіми і представляє її «трон» — систему керування суперзброєю. Перевдягнувшись у служницю, Ред стріляє в Тіму й оголює її внутрішні механізми, після чого люди Реда ранять його.
Нажахана своєю справжньою ідентичністю, Тіма божеволіє, через що її внутрішнє програмування бере її під контроль. Вона зливається із «троном» і наказує роботам усього світу знищувати людство в покарання за жорстоке поводження із ними. Усе перетворюється на хаос і божевілля: роботи безжально вбивають людей, які намагаються врятуватись, усі системи перестають працювати. Кенічі намагається привести Тіму до тями, відділяючи її від трону, проте вона, одержима ворожим програмуванням, намагається його вбити. Урешті-решт Рок викликає перевантаження у системі, вбиваючи себе та Реда потужним вибухом, що призводить до руйнування Зиккурату й Метрополіса. Завдяки цьому програмування Тіми вимикається і вона падає із будівлі, проте Кенічі хапає її за руку і намагається підтягнути її вгору. Спогади повертаються до Тіми, вона питає в Кенічі: «Хто я?», але потім її рука вислизає і вона падає в безодню.
У фіналі на руїнах Мегаполісу з'являються вцілілі, а Кенічі виявляє, що група роботів знайшла деякі частини Тіми. Детектив Сюнсаку покидає Метрополіс, але Кенічі вирішує залишитись.

## Теми
В аніме підіймається ціла низка філософських питань і міркувань, таких як чим є людина у порівнянні із роботом; чи можна вважати робота створінням, що має певні права і може бути самостійною особистістю, а не просто засобом для досягнення людських цілей; чи можлива соціальна й економічна рівність; стрімка індустріалізація і її наслідки та інші.

## Стиль
У аніме поєднано використання комп'ютерної 3D-графіки (зокрема, для зображення транспорту, будівель тощо) із традиційною анімацією персонажів. Мальовка персонажів у характерному Осаму Тедзуці стилі (зокрема, збільшені і дуже деталізовані очі персонажів), яскраві будівлі, схожі кольорами на льодяники, дивовижно поєднуються із похмурою атмосферою і пейзажами нижніх поверхів "Метрополісу".

## Саундтрек
Саундтреком є переважно джазова музика та оркестрова музика у стилі Нового Орлеану, написана Тошіюкі Хондою. Окрім музики, використані також як саундтрек і пісні, зокрема наприкінці фільму, під час руйнування Зиккурату грає пісня Рея Чарльза «I can't stop loving you».

## Сприйняття і критика
Фільм був досить високо оцінений критиками: на основі 67 відгуків на Rotten Tomatoes «Метрополіс» отримав загальний рейтинг схвалення 87 %. Аніме також входить до 50 ключових аніме-фільмів на думку оглядачів Британського інституту кіно.
На веб-сайті «Метрополіса» міститься відгук режисера Джеймса Кемерона, який висловився так: «Метрополіс — це нова віха в аніме, вражаюче поєднання комп'ютерної графіки із традиційною анімацією персонажів. У ньому є краса, сила, таємниця, і, що найважливіше, серце».

## Цікаві факти
Мангака Осаму Тедзука для своєї манги надихався однойменним німецьким фільмом Фріца Ланга 1927 року, а в аніме використовується багато візуальних рішень, зокрема архітектурні, які можна побачити у фільмі «Метрополіс».